# SN 1991av
SN 1991av – supernowa typu IIn odkryta we wrzeniu 1991 roku w galaktyce A215601+0059. Jej maksymalna jasność wynosiła 18,00m.